# Jocelyn Brown
Pour les articles homonymes, voir Brown.
Jocelyn Brown est une chanteuse de soul et de funk américaine, née à Kinston (Caroline du Nord).

## Biographie
Elle fut révélée au grand public par Cerrone en tant que chanteuse dans un de ses nombreux hits, You Are The One, sorti en 1982. Elle participa aux groupes Inner Life et Change. Le titre Somebody Else's Guy sorti en 1984 a connu un réel succès. On retrouve également sa voix chaleureuse et puissante sur le titre Always There de Incognito, titre qui se placera en sixième place des ventes en Grande-Bretagne et qui demeure encore aujourd'hui un classique. Sa participation avec le groupe Incognito ne s'arrête d'ailleurs pas à ce seul titre. Elle a prêté sa voix sur les titres Nights Over Egypt et It Ain't Easy.
Elle prêta plus tard sa voix à de nombreux artistes de House comme Cassius sur le titre I'm A Woman extrait de l'album Au Rêve ou encore les Masters At Work.

## Participations
- Cerrone - You Are The One
- Incognito - Always There
- Incognito - Nights Over Egypt
- Incognito - It Ain't Easy
- Cassius - I'm A Woman
- Ministers De La Funk - Believe
- Glory - Hold Me Up
- NUYORICAN SOUL. "It's Alright, I Feel It". 1997.12" extended version.

## Filmographie
- 1980 : Divine Madness de Michael Ritchie : The Harlettes